# Беј Шор (Њујорк)
Беј Шор (енгл. Bay Shore) насељено је место без административног статуса у америчкој савезној држави Њујорк.

## Демографија
По попису из 2010. године број становника је 26.337, што је 2.485 (10,4%) становника више него 2000. године.
| Група             | 2000.          | 2010.          |
| Белци             | 14.018 (58,8%) | 12.055 (45,8%) |
| Афроамериканци    | 4.091 (17,2%)  | 5.170 (19,6%)  |
| Азијати           | 560 (2,3%)     | 855 (3,2%)     |
| Хиспаноамериканци | 4.738 (19,9%)  | 8.101 (30,8%)  |
| Укупно            | 23.852         | 26.337         |